# 신비의 섬

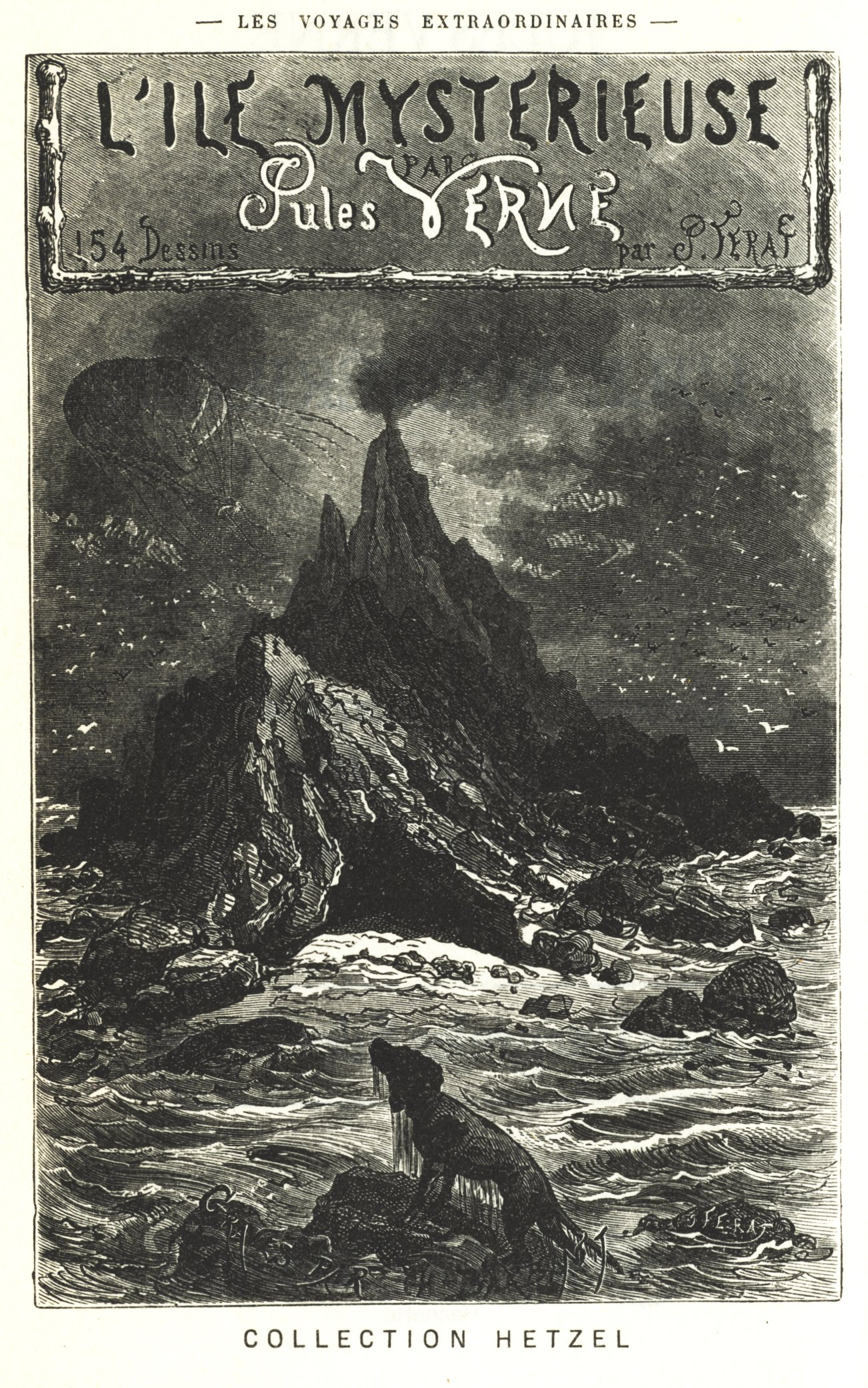
신비의 섬의 커버 페이지

신비의 섬(프랑스어: L'Île mystérieuse)은 쥘 베른의 소설로, 1874년 8월부터 1875년 9월까지 연재된 후 1875년 11월 단행본으로 출판되었다. 헤첼이 출판한 초판에는 쥘 페라의 삽화가 포함되어 있다. 이 소설은 베른의 유명한 해저 2만리(1870)와 그란트 선장의 아이들(In Search of the Castaways, 1867~68)의 크로스오버 속편이지만, 주제는 해당 책들과 크게 다르다. 베른의 출판사에서 거부하고 출판 전에 완전히 재검토 된 소설의 초기 초안은 "Shipwrecked Family : Marooned with Uncle Robinson"이라는 제목으로 소설 로빈슨 크루소와 스위스 가족의 로빈슨의 영향을 나타낸다. 베른은 그의 소설 고드프리 모건(Godfrey Morgan, 프랑스어: L'École des Robinsons, 1882)에서 비슷한 주제를 전개했다.
신비의 섬의 연대기는 1866년에 시작된 해저 2만리의 연대기와 잘 맞아들어가지 않는 반면, 신비의 섬은 미국 남북 전쟁 중에 시작되지만 2만리 이후 16년 후에 일어날 것으로 추정된다.